# Johan Michael Wirwach

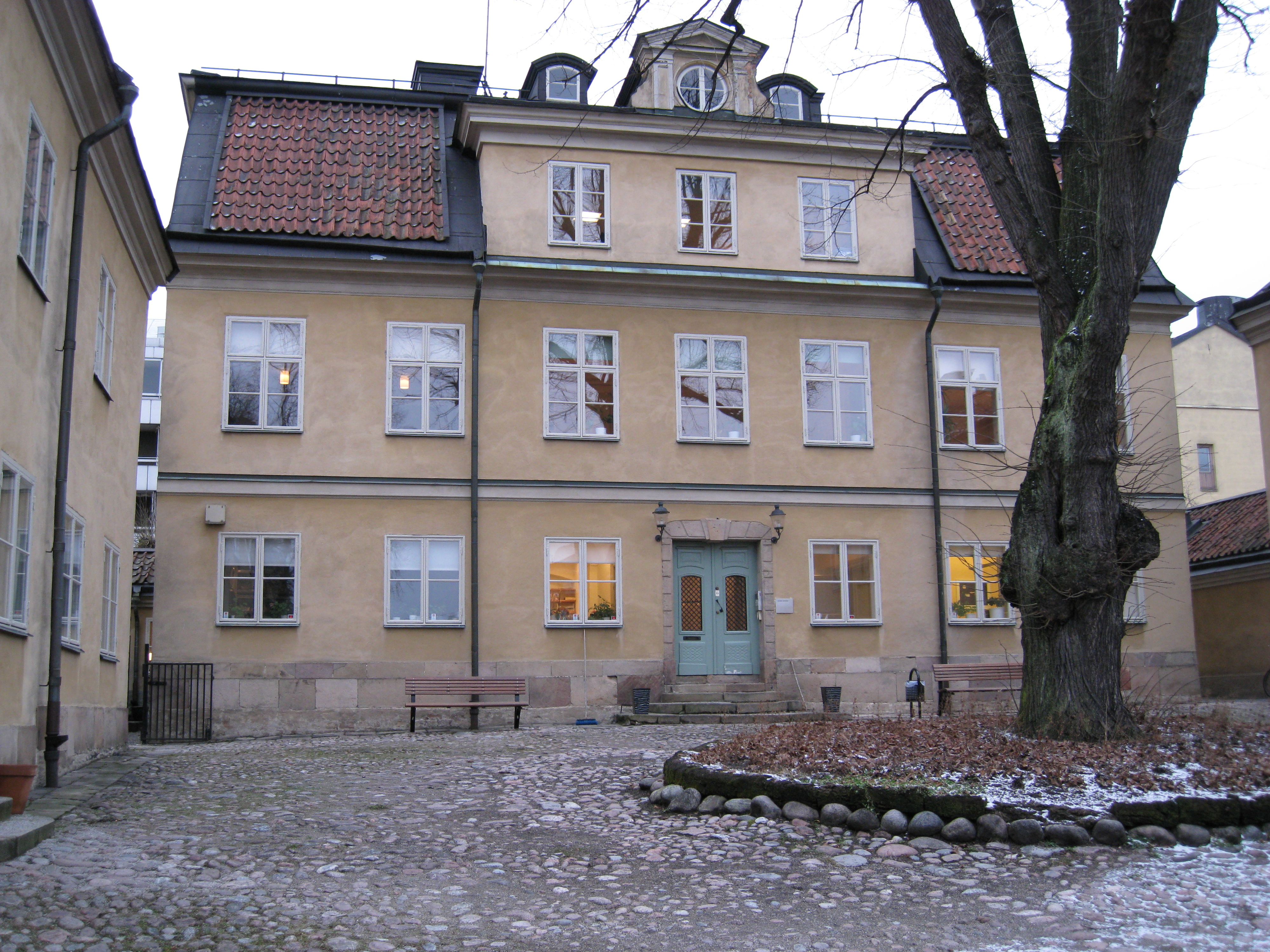
Wirwachs malmgård, byggd av Wirwach och Senckpiehl på 1770-talet

Johan Michael Wirwach, född 1710, död 1783, var en tyskättad apotekare som tillsammans med sin kompanjon Johan Christian Senckpiehl uppförde Wirwachs malmgård på västra Södermalm i Stockholm. 

## Biografi
År 1741 gifte sig Wirwach med Christina Elisabeth Betulin, dottern till en handelsman, som senare blev kyrkvärd i Maria församling och hade en del ekonomiska bekymmer. Wirwach hade således knappast gift sig rikt, utan genom hårt och skickligt arbete skapade han sig en god ekonomi. Tillsammans med sin medhjälpare Johan Christian Senckpiehl, som han antog till kompanjon 1769, drev han inte bara apoteket utan började också planera att anlägga en malmgård på Södermalm.

## Wirwach köper Apoteket Enhörningen

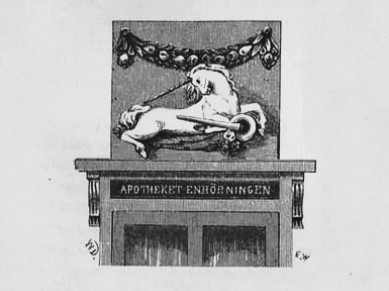
Apoteket Enhörningens emblem på Wirwachs tid.

Wirwach var – som många andra apotekare i Stockholm vid den här tiden – av tysk härstamning. År 1740 köpte han Apoteket Enhörningen. Enhörningen ligger idag i korsningen av Krukmakargatan och Torkel Knutssonsgatan, men vid den här tiden var det Södermalms enda apotek och låg vid Götgatan 9. Wirwach flyttade apoteket till Götgatan 12, där det ursprungligen låg när det grundades 1692. Vid övertagandet 1740 var Enhörningen tämligen vanskött av företrädaren Georg Fredrik Strobil, men Wirwach ryckte upp apoteket till ett ansett företag.

## Wirwachs malmgård
De malmgårdar som bildades på västra Södermalm under 1700-talet etablerades framför allt i det som idag är Högalids församling. Detta område var vid den här tiden relativt orört av annan bebyggelse och det var lättare att där uppföra herrgårdsliknande egendomar. Ägarna var inte som tidigare adelsmän, utan det var i huvudsak grosshandlare och fabrikörer som byggde malmgårdar, men även en annan yrkesgrupp – apotekarna. Dessa kunde också tänkas ha ett visst yrkesmässigt intresse av stora trädgårdsanläggningar.
Området där malmgården byggdes, idag beläget vid korsningen av Brännkyrkagatan och Ansgariegatan på Södermalm, hade tidigare ägts av trädgårdsmästare Erik Ahlgren. Wirwach och Senckpiehl köpte in det tillsammans i mars 1771 och de betalade hälften var av bygget. När gården stod färdig nyttjade de två familjerna hälften var. De hade en överenskommelse att malmgården skulle ”hel och hållen tillfalla den av oss eller våra hustrur, som längst efterleva”. Denna deklaration uppsattes offentligt den 25 juni 1776. Johan Michael dog redan 1783 och hustrun Christina Elisabeth 1797. Johan Christian Senckpiehl dog 1811. Den som i enlighet med avtalet erhöll malmgården var Senckpiehls änka, som avled först 1812.